# ادوین اوهارا
ادوین اوهارا (ژاپنی: 上原 エドウィン؛ زادهٔ ۲۱ ژوئیهٔ ۱۹۶۹) یک بازیکن فوتبال اهل ژاپن است.
از باشگاه‌هایی که در آن بازی کرده‌است می‌توان به باشگاه فوتبال اوراوا رد دیاموندز و باشگاه فوتبال ساگان توسو اشاره کرد.